# Congrégation pour l'évangélisation des peuples

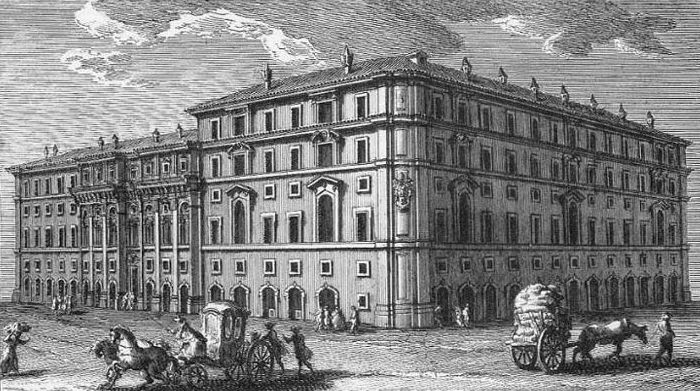
Le Palais Propaganda Fide, siège de la Congrégation pour l'évangélisation des peuples, à Rome.

La Congrégation pour l'évangélisation des peuples (en latin : Congregatio pro Gentium Evangelizatione) est une ancienne congrégation de la Curie romaine fondée sous la dénomination de « Sacrée congrégation pour la propagation de la foi » (Sacra Congregatio de Propaganda Fide, dite congrégation de la propagande) par Grégoire XV en 1622, chargée des œuvres missionnaires de l'Église.
C'est le département de l'administration pontificale chargé de la diffusion du catholicisme et de l'administration des affaires de l'Église dans les pays non catholiques. Sa mission est la propagation de la foi chrétienne et le règlement des affaires concernant l'Église catholique dans les pays non-catholiques. L'importance de ses responsabilités et l'extraordinaire étendue de son autorité et des territoires dépendant de sa juridiction ont valu au cardinal préfet chargé de cette Congrégation le surnom de « pape rouge ».

## Histoire

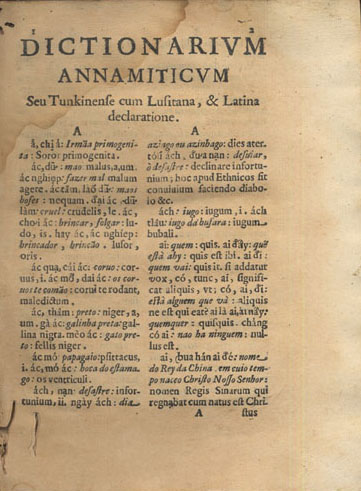
Le Dictionarium Annamiticum Lusitanum et Latinum d'Alexandre de Rhodes, publié par la Congrégation en 1651

La Sacrée Congrégation pour la propagation de la foi est créée le 22 juin 1622, par la bulle Inscrutabili divinæ providentiæ du pape Grégoire XV. La création de la congrégation au XVIIe siècle est due en partie à la nécessité de communiquer avec les nouvelles contrées récemment découvertes et en partie avec le nouveau système de gouvernement de l'Église adoptée au cours de la réforme catholique. À cette époque en effet, la volonté de défendre et de diffuser la catholicisme suggéra au Saint-Siège la mise sur pied d'un système complet de départements administratifs à chacun desquels on assignait la défense spécifique d'une certaine catégorie d'intérêts catholiques.
La création de la congrégation résulte d'une lente évolution au cours de laquelle on peut distinguer deux périodes distinctes, l'une de formation et l'autre de constitution. La première période est celle de la commission cardinalice de propagande fide avant qu'elle ne fût constituée en département pontifical définitif. Elle dure depuis le pontificat de Grégoire XIII (1572-1585) à 1622, année où Grégoire XV crée la Congregatio de Propaganda Fide à proprement parler.
La commission que Grégoire XIII avait voulu former comprenait trois cardinaux, Caraffa, Médicis et Santorio, spécialement chargés de promouvoir l'unité entre Rome et les chrétiens d'Orient, Slaves, Grecs, Syriens, Égyptiens et Éthiopiens.
La dénomination de cette congrégation a été modifiée en 1967, en « Congrégation pour l'évangélisation des peuples », en raison du risque de connotation négative prise de nos jours par le terme de « propagande ». La décision de modification fut prise par le pape Paul VI dans sa constitution apostolique Regimini ecclesiæ universæ en date du 15 août 1967.
Son siège se trouvait au palais de la Propaganda Fide, œuvre architecturale du Bernin et de Borromini.
Avec l'entrée en vigueur de la constitution apostolique Praedicate evangelium du pape François le 5 juin 2022, la congrégation disparaît et fusionne avec le Conseil pontifical pour la promotion de la nouvelle évangélisation pour former le dicastère pour l'évangélisation.

## Préfets

### Congrégation pour la propagation de la foi
- Antonio Maria Sauli (1622) ;
- Ludovico Ludovisi (1622-1632) ;
- Antoine Barberini (1632-1671) ;
- Paluzzo Paluzzi Altieri Degli Albertoni (1671-1698) ;
- Carlo Barberini (1698-1704) ;
- Giuseppe Sacripante (1704-1727) ;
- Vincenzo Petra (1727-1747) ;
- Silvio Valenti Gonzaga (1747-1756) ;
- Giuseppe Spinelli (1756-1763) ;
- Giuseppe Maria Castelli (1763-1780) ;
- Leonardo Antonelli (1780-1795) ;
- Hyacinthe-Sigismond Gerdil (1795-1802) ;
- Stefano Borgia (pro-préfet 1798-1800, préfet 1802-1804) ;
- Antonio Dugnani (1804-1805) ;
- Michele di Pietro (1805-1814) ;
- Lorenzo Litta (1814-1818) ;
- Francesco Fontana (1818-1822) ;
- Ercole Consalvi (pro-préfet 1822-1824, préfet 1824) ;
- Giulio Maria della Somaglia (pro-préfet 1824-1826) ;
- Mauro Capellari (1826-1831) ;
- Carlo Maria Pedicini (1831-1834) ;
- Giacomo Filippo Fransoni (1834-1856) ;
- Alessandro Barnabò (1856-1874) ;
- Alessandro Franchi (1874-1878) ;
- Giovanni Simeoni (1878-1892) ;
- Mieczysław Halka Ledóchowski (1892-1902) ;
- Girolamo Maria Gotti (1902-1916) ;
- Domenico Serafini (pro-préfet 1916, préfet 1916-1918) ;
- Willem Marinus van Rossum (1918-1932) ;
- Pietro Fumasoni Biondi (1933-1960) ;
- Samuel Stritch (pro-préfet 1958) ;
- Grégoire-Pierre Agagianian (pro-préfet 1958-1960, préfet 1960-1970) ;
- Agnelo Rossi (1970-1982).

– La congrégation change de dénomination.

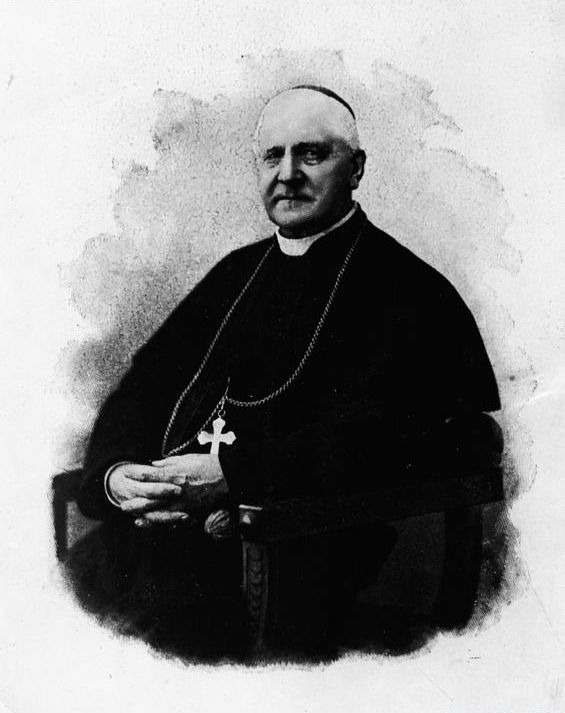
Le cardinal Ledóchowski, préfet fameux du tournant du XXe siècle.
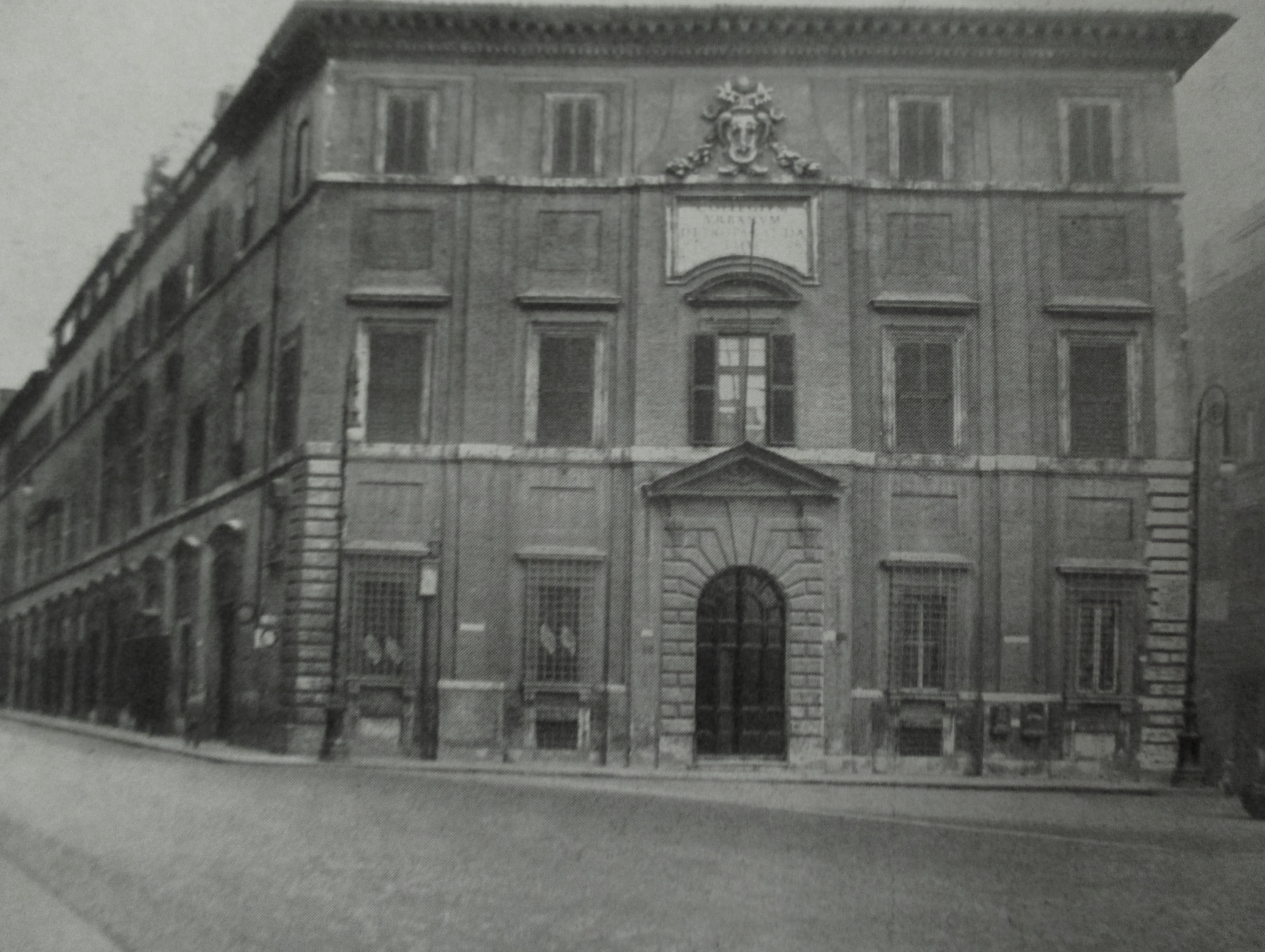
Le palais de la Propagande de la Foi dans les années 1920.

### Congrégation pour l'évangélisation des peuples
Préfets
- Agnelo Rossi (1982-1984) ;
- Dermot J. Ryan (en) (pro-préfet 1984-1985) ;
- Jozef Tomko (pro-préfet 1985, préfet 1985-2001) ;
- Crescenzio Sepe (2001-2006) ;
- Ivan Dias (2006-2011) ;
- Fernando Filoni (2011-2019) ;
- Luis Antonio Tagle (2019-2022).

## Secrétaires
- Bernardin Gantin (26 février 1973 – 19 décembre 1975) ;
- Duraisamy Simon Lourdusamy (19 décembre 1975 – 30 octobre 1985) ;
- José Tomás Sánchez (30 octobre 1985 – 21 juin 1991) ;
- Giuseppe Uhac (21 juin 1991 – 18 janvier 1998) ;
- Marcello Zago (it), O.M.I. (28 mars 1998 – 1er mars 2001) ;
- Robert Sarah (1er octobre 2001 – 7 octobre 2010) ;
- Savio Hon Tai-Fai (29 décembre 2010 - 28 septembre 2017) ;
- Protase Rugambwa (9 novembre 2017 - 5 juin 2022).

## Écrits

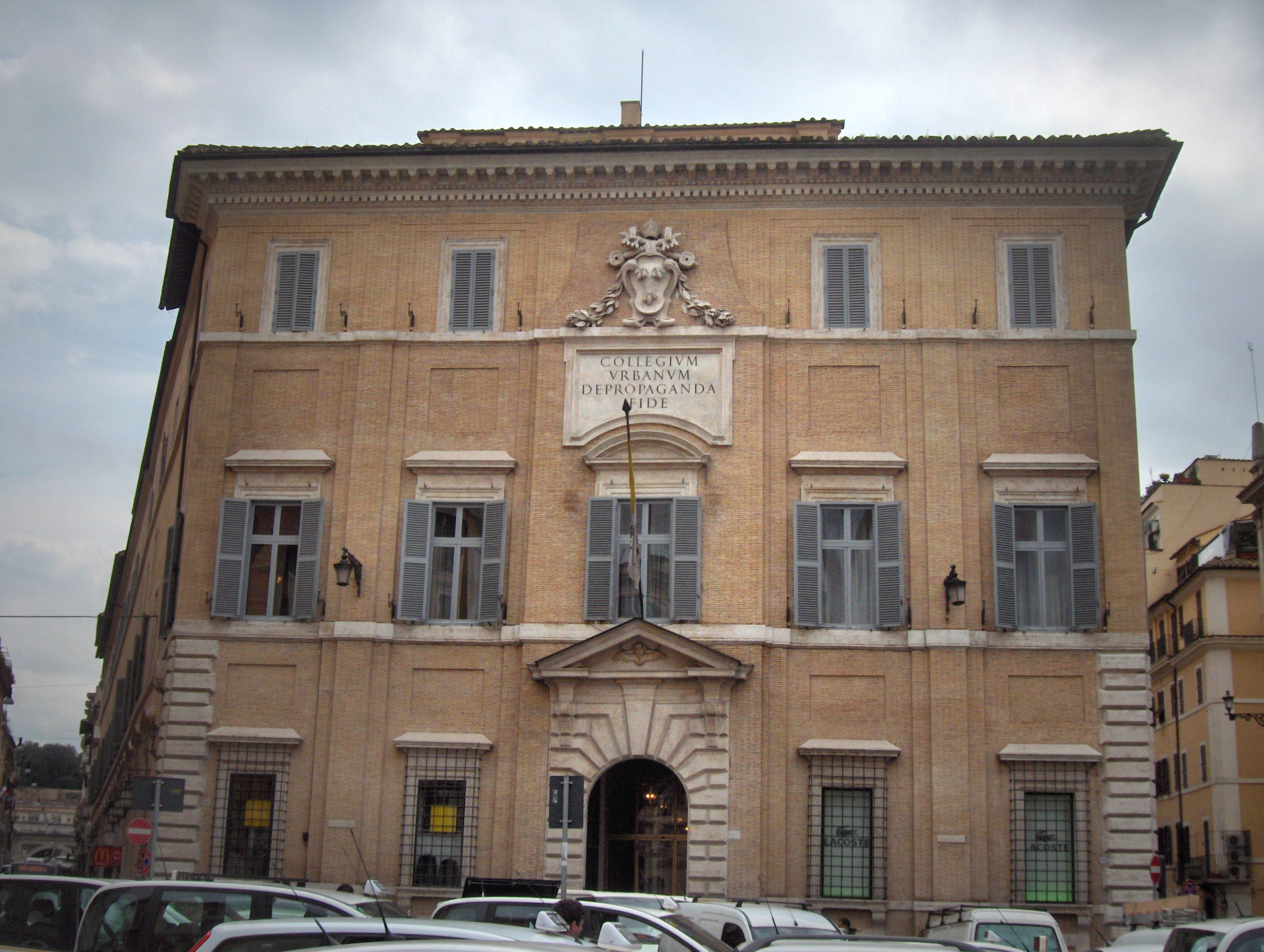
Vue sur le Palais Propaganda Fide, Piazza di Spagna à Rome, en Italie

Textes de la Congrégation pour l'évangélisation des peuples / Œuvres pontificales missionnaires, 2019.
L'importance de l'évangélisation

« Le discours de Jésus qui accompagne l'envoi en mission des disciples est complété par une sévère admonestation à l'encontre des villages de Chorazeïn et de Capharnaüm en Galilée (cf. Lc 10, 13-16).

Ces villages avaient été témoins des miracles accomplis par Jésus pour accompagner son annonce du royaume de Dieu (cf. Mt 11, 21). C'est à Capharnaüm que s'était manifestée la première attitude de rejet de l'annonce de Jésus (cf. Lc 4, 23), pourtant Jésus y avait manifesté la puissance du royaume de Dieu (cf. Lc 4, 31-41) et c'est là qu'un centurion de l'armée romaine, un païen sympathisant du judaïsme, avait professé sa foi en Jésus (cf. Lc 7, 1-10). Bethsaïde était le village natal de Philippe, l'un des Douze (cf. Jn 1, 44 ; 12, 21). L'avertissement sévère de Jésus adressé aux villages qui avaient été les destinataires du bien accompli par Jésus et où il avait reçu des réponses de foi surprenantes, n'a jamais été une condamnation définitive, irréversible.

À la fin du discours adressé aux disciples envoyés en mission, Jésus rappelle l'importance de la mission même de l'évangélisation : évangéliser et être évangélisé comportent des responsabilités inéluctables face au jugement divin qui n'est absolument pas anticipé par une condamnation précipitée et sans appel, mais qui est évoqué comme point de référence suprême, à la fin des temps.

Avant cela, la porte du repentir et de la conversion est toujours restée ouverte, notamment à travers les voies mystérieuses de la providence et de la miséricorde divines. Jésus s'identifie à ceux qu'il a envoyés et parle explicitement du risque, dans ces cas-là, de refuser Dieu lui-même, quels que soient le motif ou la foi religieuse qui amènent à rejeter l'évangélisation accomplie par les disciple de Jésus. »

— Baptisés et envoyés, l'Église du Christ en mission dans le monde, Milan, Éditions Saint-Paul, 2019, p. 94-95.
Augmente en nous la foi

« Nous devons reconnaître humblement que la foi nous fait cruellement défaut dans notre mission d'évangélisation du monde. D'ailleurs, le Seigneur ne nous dit-il pas : « Si vous aviez de la foi, gros comme une graine de moutarde, vous auriez dit à l'arbre que voici : "Déracine-toi et va te planter dans la mer", et il vous aurait obéi » ? (cf. Lc 17, 6) Il ne nous est donc pas possible d'avoir une foi capable de déplacer les montagnes s'il nous manque cette foi essentielle en Jésus Seigneur, en Jésus ressuscité et vivant en nous dans son Église.
À quoi sert de vouloir posséder une foi qui fait des miracles devant les foules, ou qui possède des pouvoirs de guérison, ou des pouvoirs exceptionnels pour mystifier les païens et les chrétiens d'aujourd'hui ? Jésus lui-même a opéré tant et tant de miracles devant ses contemporains et ses Apôtres, et cela n'a pas augmenté leur foi.
L'essentiel est d'avoir l'humilité des Apôtres et de prier sans relâche pour que le Seigneur nous vienne en aide : « Je crois ! Viens au secours de mon manque de foi ! », comme le criait le père de l'enfant épileptique possédé par un démon (Mc 9, 24 ; cf. Lc 9, 37-43). À chaque eucharistie, qui est rencontre avec le Ressuscité, demandons la foi nécessaire pour pouvoir le rencontrer vivant dans nos vies et dans notre monde. Seule la prière incessante, âme de la mission, rend possible la foi. »

— Baptisés et envoyés, l'Église du Christ en mission dans le monde, Milan, Éditions Saint-Paul, 2019, p. 101-102.
La pédagogie de l'amour

« Si l'image du figuier (cf. Lc 13, 6-9) nous renvoie à nous-mêmes, la bonne nouvelle est que le Maître de l'univers nous accorde un temps de vie pour laisser la grâce divine agir et produire ses fruits de paix, de joie, de justice et d'amour en nous.
D'autre part, si c'est la figure du vigneron qui nous représente, nous devons y reconnaître la part que nous avons à prendre dans l'intercession et les efforts que nous devons accomplir pour contribuer à la conversion d'autrui. En tant que communauté ecclésiale, il va de soi que nous sommes appelés à un double effort : nous convertir sans trêve, en devenant toujours plus réceptifs à la parole de Dieu et dociles à l'Esprit d'amour qui vivifie et agit pour la conversion du monde, et ne pas voiler le visage miséricordieux et patient de Dieu, Père de Jésus Christ, dont la première et unique volonté est de sauver et non de condamner.
L'expérience montre que l'on obtient davantage d'un cœur en lui faisant confiance : nous ne gagnerons pas les personnes à l'amour divin en leur faisant peur, en les emprisonnant dans leurs disgrâces. Puisse cette pédagogie guider notre action missionnaire sans en atténuer la force prophétique ni la profonde compréhension de la nature humaine et du contenu du salut ! »

— Baptisés et envoyés, l'Église du Christ en mission dans le monde, Milan, Éditions Saint-Paul, 2019, p. 196-197.

## Source de l'article
- (en) Catholic Encyclopedia (1913) : Sacred Congregation of Propaganda.